# Euchorthippus chopardi
Criquet du Bragalou, Criquet de l'Aphyllanthe
Espèce
Statut de conservation UICN

 LC  : Préoccupation mineure
Euchorthippus chopardi, communément appelé Criquet du Bragalou ou Criquet de l'Aphyllanthe, est une espèce d'orthoptères de la famille des Acrididés.

## Description
Ce criquet de taille moyenne (14 à 27 mm de long) fait partie de la cohorte de trois espèces ressemblantes avec Euchorthippus elegantulus et Euchorthippus declivus qui sont difficilement distinguables. Cependant le Criquet du Bragalou est uniquement présent en zone méditerranéenne en France. De plus c'est l'espèce qui présente des contrastes entre bandes claires et bandes sombres les plus nettes. Enfin les mâles possèdent une plaque sous-génitale courte, plate et conoïde, bien moins pointue que les deux autres espèces. 

## Répartition et habitat
Présent au Portugal, en Espagne et en France dans la zone méditerranéenne, il se rencontre dans les endroits chauds et secs comme les prairies sèches et les garrigues jusqu'à 1 500 m d'altitude.

## Étymologie
Son nom spécifique, chopardi, lui a été donné en l'honneur de Lucien Chopard (1885-1971), entomologiste français.

## Publication originale
- M. Descamps, « Notes sur le genre Euchorthippus [Orth. Acrididae], sa répartition dans le Vaucluse et les départements adjacents », Annales de la Société Entomologique de France, Nouvelle Série, vol. 4, no 1,‎ 1968, p. 5-25 (lire en ligne).